# Rinyaújnép
Rinyaújnép es un pueblo ubicado en el distrito de Barcs, en el condado de Somogy, Hungría.

## Superficie
Posee una superficie de 8,280 kilómetros cuadrados.

## Demografía
Hasta 2019 la población era de 48 habitantes, con una densidad de población de 5,797 habitantes por kilómetro cuadrado.